# XIIe concile de Tolède

Le douzième concile de Tolède s'est tenu à Tolède, dans le royaume Wisigothique, actuelle Espagne, en 681 à l'initiative du roi Ervige.

## Participants
Trente-huit évêques étaient présents, quatre abbés et cinq comtes palatins participent au concile.

## Déroulement
D'une durée relativement courte, le concile démarre le 9 janvier 681 pour se terminer le 25 janvier de cette même année.

## Canons
L'une des premières actions du concile est de libérer la population des lois de Wamba et de reconnaître Ervige, jetant l'anathème sur tous ceux qui s'opposent à lui.
Le concile reconnaît le droit de l'archevêque métropolitain de Tolède à consacrer tous les évêques nommés par le roi, même s'ils étaient en dehors de sa propre province. C'est ainsi qu'est né le primat du diocèse de Tolède sur toute l'Espagne.
Le concile se donnant pour but « d'extirper la peste judaïque qui renaît sans cesse », il met en œuvre diverses mesures contre les Juifs, en adoptant à leur encontre 28 lois. Les évêques ordonnent la lecture dans toutes les églises, des canons contre les Juifs et conservent tous les actes d'abjuration et de conversion des Juifs, interdisant ces convertis de revenir au judaïsme. Les canons sont d'abord lus dans l'église de Santa María de Tolède le 27 janvier 681. Mais dans d'autres cas, la persécution des Juifs s'est réduite à la confiscation des biens.
À la demande d'Ervige, le concile révise le Liber Iudiciorum de Réceswinthe, le code législatif du royaume wisigoth, à propos des injustices et des contradictions en droit qu'il contient. Ce code entre en vigueur le 21 octobre. Les lois contre la violence des esclaves est supprimée. La tendance générale de toutes les modifications et la nouvelle législation favorisent les nobles et leurs privilèges.
En matière religieuse, les évêques s'occupent de la pénitence, de la mort, de l'excommunication, du nombre de sièges, de l'élection des évêques, des masses, et de la discipline ecclésiastique. La nomination des évêques par le roi est interdite (malgré une reconnaissance tacite de celui-ci en fait).
La date des synodes provinciaux est fixée au 1er novembre de chaque année, alors qu'ils se tenaient en mai, depuis le IVe concile. Les provinces reçoivent l'ordre de tenir au moins un synode par an. L'église galicienne est sanctionnée à cause de son traitement des esclaves (voir Xe concile de Tolède) et le paganisme existant dans la province est condamné.